# Padillasaurus
Padillasaurus ("Padillův ještěr"), byl rod středně velkého sauropodního dinosaura z čeledi Brachiosauridae, žijícího v období spodní křídy (v geologickém stupni barrem, asi před 130 miliony let). Jedná se o prvního známého brachiosaurida z Jižní Ameriky a o jednoho z prvních vědecky popsaných dinosaurů z Kolumbie. Zkameněliny tohoto sauropoda byly objeveny již v 90. letech 20. století nedaleko Villa de Leyva, což dalo dinosaurovi jeho druhové jméno. Rodové jméno pak odkazuje ke Carlosu Bernardu Padillovi, zakladateli paleontologického centra v této oblasti. Z kostry se dochovaly fragmenty obratlů z několika částí těla. Katalogové označení holotypu je JACVM 0001.

## Paleobiologie
Padillasaurus byl podstatně menší než jeho jurští příbuzní Brachiosaurus či Giraffatitan, podle odhadů dosahoval délky asi 16 až 18 metrů a hmotnosti kolem 10 tun. Od jiných brachiosauridů se lišil stavbou a tvarem obratlů. Mezi nejbližší příbuzné tohoto druhu patří kromě dvou zmíněných také rody Abydosaurus, Venenosaurus a Cedarosaurus. Padillasaurus je posledním (geologicky nejmladším) brachiosauridem, známým z kontinentů někdejší Gondwany. Stejně jako ostatní zástupci jeho čeledi představoval mohutného čtyřnohého býložravce s malou hlavou, dlouhým krkem i ocasem a čtyřmi sloupovitými končetinami.